# Канастеро рудокрилий
Канасте́ро рудокрилий (Asthenes sclateri) — вид горобцеподібних птахів родини горнерових (Furnariidae). Мешкає в Андах. Вид названий на честь британського орнітолога Філіпа Склейтера.

## Підвиди
Виділяють п'ять підвидів:

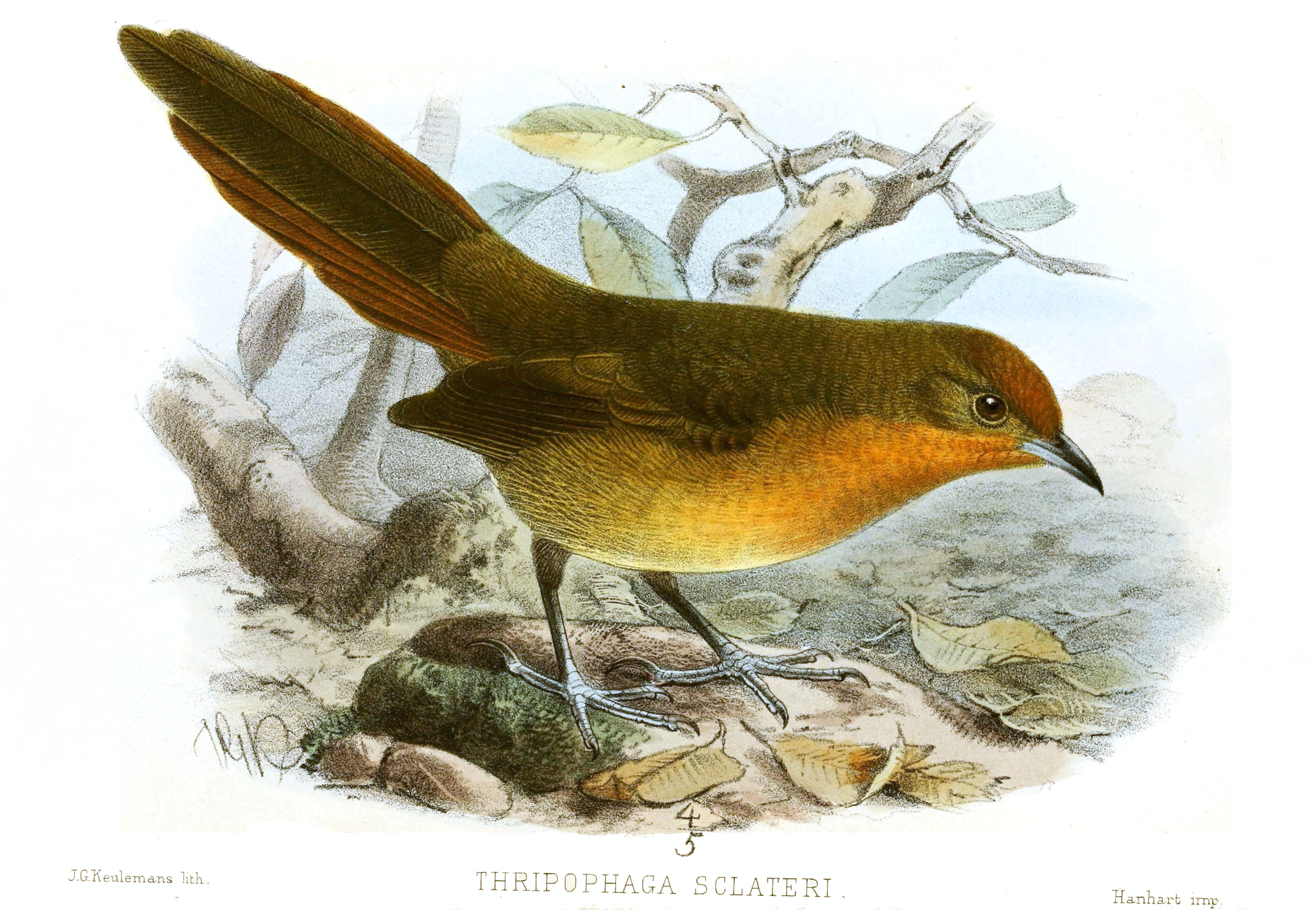
Рудокрилий канастеро

- A. s. punensis (Berlepsch & Stolzmann, 1901) — басейн озера Тітікака на крайньому півдні Перу (південь Пуно) та на заході Болівії (Ла-Пас);
- A. s. cuchacanchae (Chapman, 1921) — центральна Болівія (Кочабамба і Потосі, спострігалися в Чукісаці і Тарисі) і північно-західна Аргентина (Сальта);
- A. s. lilloi (Oustalet, 1904) — північно-західна Аргентина (Катамарка, Тукуман, Ла-Ріоха);
- A. s. sclateri (Cabanis, 1878) — Сьєррас-де-Кордова[en] (північ центральної Аргентини);
- A. s. brunnescens (Sclater, PL, 1874) — Сьєррас-де-Сан-Луїс[es] (центральна Аргентина).

## Поширення і екологія
Рудокрилі канастеро мешкають в Перу, Болівії і Аргентині. Вони живуть на високогірних луках пуна, у високогірних чагарникових заростях Espeletia та на скелях. Зустрічаються на висоті від 1800 до 4000 м над рівнем моря.